# Giải vô địch bóng đá thế giới 2014 (Bảng G)
Bảng G tại Giải bóng đá vô địch thế giới 2014 bao gồm các đội tuyển Đức, Bồ Đào Nha, Ghana và Hoa Kỳ. Các trận đấu của bảng bắt đầu vào ngày 16 tháng 6 và kết thúc vào ngày 26 tháng 6 năm 2014.

## Các đội bảng G
| Vị trí         | Đội        | Tư cách lọt vào vòng chung kết | Ngày vượt vòng loại  | Số lần tham dự | lần tham dự gần nhất | Thành tích tốt nhất        | Xếp hạng FIFA |
| -------------- | ---------- | ------------------------------ | -------------------- | -------------- | -------------------- | -------------------------- | ------------- |
| G1 (hạt giống) | Đức        | Thắng Bảng C UEFA              | 11 tháng 10 năm 2013 | 18             | 2010                 | Vô địch (1954, 1974, 1990) | 2             |
| G2             | Bồ Đào Nha | Thắng Play-off UEFA            | 19 tháng 11 năm 2013 | 6              | 2010                 | Hạng 3 (1966)              | 14            |
| G3             | Ghana      | Thắng vòng 3 CAF               | 19 tháng 11 năm 2013 | 3              | 2010                 | Tứ kết (2010)              | 23            |
| G4             | Hoa Kỳ     | Thắng vòng 4 CONCACAF          | 10 tháng 9 năm 2013  | 10             | 2010                 | Hạng ba (1930)             | 13            |

### Các trận đấu trước FIFA World Cup
- Đức v Bồ Đào Nha:[1]
  - 2006, Trận tranh hạng 3: Đức 3–1 Bồ Đào Nha
- Ghana v Hoa Kỳ:[2]
  - 2006, Vòng bảng: Ghana 2–1 Hoa Kỳ
  - 2010, Vòng 16 đội: Ghana 2–1 (hp) Hoa Kỳ
- Đức v Ghana:[3]
  - 2010, Vòng bảng: Đức 1–0 Ghana
- Hoa Kỳ v Bồ Đào Nha:[4]
  - 2002, Vòng bảng: Hoa Kỳ 3–2 Bồ Đào Nha
- Hoa Kỳ v Đức:[5]
  - 1998, Vòng bảng: Hoa Kỳ 0–2 Đức
  - 2002, Tứ kết: Hoa Kỳ 0–1 Đức
- Bồ Đào Nha v Ghana: không[6]

## Thứ hạng
| Chú thích                                           |
| --------------------------------------------------- |
| Đội nhất và nhì bảng sẽ vào vòng đấu loại trực tiếp |

| Đội        | Tr | T | H | B | BT | BB | HS | Đ |
| ---------- | -- | - | - | - | -- | -- | -- | - |
| Đức        | 3  | 2 | 1 | 0 | 7  | 2  | +5 | 7 |
| Hoa Kỳ     | 3  | 1 | 1 | 1 | 4  | 4  | 0  | 4 |
| Bồ Đào Nha | 3  | 1 | 1 | 1 | 4  | 7  | −3 | 4 |
| Ghana      | 3  | 0 | 1 | 2 | 4  | 6  | −2 | 1 |

## Các trận đấu bảng G

### Đức v Bồ Đào Nha
| Đức                                          | 4–0      | Bồ Đào Nha |
| -------------------------------------------- | -------- | ---------- |
| Müller 12' (ph.đ.), 45+1', 78' · Hummels 32' | Chi tiết |            |

| Đức | Bồ Đào Nha |

| GK                      | 1  | Manuel Neuer     |  |     |
| RB                      | 20 | Jérôme Boateng   |  |     |
| CB                      | 17 | Per Mertesacker  |  |     |
| CB                      | 5  | Mats Hummels     |  | 73' |
| LB                      | 4  | Benedikt Höwedes |  |     |
| DM                      | 16 | Philipp Lahm (c) |  |     |
| CM                      | 6  | Sami Khedira     |  |     |
| CM                      | 18 | Toni Kroos       |  |     |
| RW                      | 13 | Thomas Müller    |  | 82' |
| LW                      | 19 | Mario Götze      |  |     |
| CF                      | 8  | Mesut Özil       |  | 63' |
| Vào thay người:         |    |                  |  |     |
| MF                      | 9  | André Schürrle   |  | 63' |
| DF                      | 21 | Shkodran Mustafi |  | 73' |
| FW                      | 10 | Lukas Podolski   |  | 82' |
| Huấn luyện viên trưởng: |    |                  |  |     |
| Joachim Löw             |    |                  |  |     |

| GK                      | 12 | Rui Patrício          |     |     |
| RB                      | 21 | João Pereira          | 11' |     |
| CB                      | 2  | Bruno Alves           |     |     |
| CB                      | 3  | Pepe                  | 37' |     |
| LB                      | 5  | Fábio Coentrão        |     | 65' |
| DM                      | 4  | Miguel Veloso         |     | 46' |
| CM                      | 8  | João Moutinho         |     |     |
| CM                      | 16 | Raul Meireles         |     |     |
| RW                      | 17 | Nani                  |     |     |
| LW                      | 7  | Cristiano Ronaldo (c) |     |     |
| CF                      | 9  | Hugo Almeida          |     | 28' |
| Vào thay người:         |    |                       |     |     |
| FW                      | 11 | Éder                  |     | 28' |
| DF                      | 13 | Ricardo Costa         |     | 46' |
| DF                      | 19 | André Almeida         |     | 65' |
| Huấn luyện viên trưởng: |    |                       |     |     |
| Paulo Bento             |    |                       |     |     |

| Cầu thủ xuất sắc nhất trận: Thomas Müller (Đức) Trợ lý trọng tài: Milovan Ristić (Serbia) Dalibor Đurđević (Serbia) Trọng tài bàn: Néant Alioum (Cameroon) Trọng tài dự bị: Djibril Camara (Sénégal) |

### Ghana v Hoa Kỳ
| Ghana       | 1–2      | Hoa Kỳ                  |
| ----------- | -------- | ----------------------- |
| A. Ayew 82' | Chi tiết | Dempsey 1' · Brooks 86' |

| Ghana | Hoa Kỳ |

| GK                      | 12 | Adam Kwarasey        |       |     |
| RB                      | 4  | Daniel Opare         |       |     |
| CB                      | 19 | Jonathan Mensah      |       |     |
| CB                      | 21 | John Boye            |       |     |
| LB                      | 20 | Kwadwo Asamoah       |       |     |
| CM                      | 17 | Mohammed Rabiu       | 30'   | 71' |
| CM                      | 11 | Sulley Muntari       | 90+2' |     |
| AM                      | 10 | André Ayew           |       |     |
| RF                      | 13 | Jordan Ayew          |       | 59' |
| CF                      | 3  | Asamoah Gyan (c)     |       |     |
| LF                      | 7  | Christian Atsu       |       | 78' |
| Vào thay người:         |    |                      |       |     |
| FW                      | 9  | Kevin-Prince Boateng |       | 59' |
| MF                      | 5  | Michael Essien       |       | 71' |
| MF                      | 14 | Albert Adomah        |       | 78' |
| Huấn luyện viên trưởng: |    |                      |       |     |
| James Kwesi Appiah      |    |                      |       |     |

| GK                      | 1  | Tim Howard        |  |     |
| RB                      | 23 | Fabian Johnson    |  |     |
| CB                      | 20 | Geoff Cameron     |  |     |
| CB                      | 5  | Matt Besler       |  | 46' |
| LB                      | 7  | DaMarcus Beasley  |  |     |
| DM                      | 15 | Kyle Beckerman    |  |     |
| CM                      | 11 | Alejandro Bedoya  |  | 77' |
| CM                      | 13 | Jermaine Jones    |  |     |
| AM                      | 4  | Michael Bradley   |  |     |
| CF                      | 17 | Jozy Altidore     |  | 23' |
| CF                      | 8  | Clint Dempsey (c) |  |     |
| Vào thay người:         |    |                   |  |     |
| FW                      | 9  | Aron Jóhannsson   |  | 23' |
| DF                      | 6  | John Brooks       |  | 46' |
| MF                      | 19 | Graham Zusi       |  | 77' |
| Huấn luyện viên trưởng: |    |                   |  |     |
| Jürgen Klinsmann        |    |                   |  |     |

| Cầu thủ xuất sắc nhất trận: Clint Dempsey (Hoa Kỳ) Trợ lý trọng tài: Mathias Klasenius (Thụy Điển) Daniel Wärnmark (Thụy Điển) Trọng tài bàn: Norbert Hauata (Tahiti) Trọng tài dự bị: Aden Marwa (Kenya) |

### Đức v Ghana
| Đức                   | 2–2      | Ghana                  |
| --------------------- | -------- | ---------------------- |
| Götze 51' · Klose 71' | Chi tiết | A. Ayew 54' · Gyan 63' |

| Đức | Ghana |

| GK                      | 1  | Manuel Neuer           |  |     |
| RB                      | 20 | Jérôme Boateng         |  | 46' |
| CB                      | 17 | Per Mertesacker        |  |     |
| CB                      | 5  | Mats Hummels           |  |     |
| LB                      | 4  | Benedikt Höwedes       |  |     |
| DM                      | 16 | Philipp Lahm (c)       |  |     |
| CM                      | 6  | Sami Khedira           |  | 70' |
| CM                      | 18 | Toni Kroos             |  |     |
| RW                      | 8  | Mesut Özil             |  |     |
| LW                      | 19 | Mario Götze            |  | 69' |
| CF                      | 13 | Thomas Müller          |  |     |
| Vào thay người:         |    |                        |  |     |
| DF                      | 21 | Shkodran Mustafi       |  | 46' |
| FW                      | 11 | Miroslav Klose         |  | 69' |
| MF                      | 7  | Bastian Schweinsteiger |  | 70' |
| Huấn luyện viên trưởng: |    |                        |  |     |
| Joachim Löw             |    |                        |  |     |

| GK                      | 16 | Fatau Dauda            |       |     |
| RB                      | 23 | Harrison Afful         |       |     |
| CB                      | 21 | John Boye              |       |     |
| CB                      | 19 | Jonathan Mensah        |       |     |
| LB                      | 20 | Kwadwo Asamoah         |       |     |
| CM                      | 11 | Sulley Muntari         | 90+4' |     |
| CM                      | 17 | Mohammed Rabiu         |       | 78' |
| RW                      | 7  | Christian Atsu         |       | 72' |
| AM                      | 9  | Kevin-Prince Boateng   |       | 52' |
| LW                      | 10 | André Ayew             |       |     |
| CF                      | 3  | Asamoah Gyan (c)       |       |     |
| Vào thay người:         |    |                        |       |     |
| FW                      | 13 | Jordan Ayew            |       | 52' |
| MF                      | 22 | Wakaso Mubarak         |       | 72' |
| MF                      | 8  | Emmanuel Agyemang-Badu |       | 78' |
| Huấn luyện viên trưởng: |    |                        |       |     |
| James Kwesi Appiah      |    |                        |       |     |

| Cầu thủ xuất sắc nhất trận: Mario Götze (Đức) Trợ lý trọng tài: Emerson De Carvalho (Brasil) Marcelo Van Gasse (Brasil) Trọng tài bàn: Víctor Hugo Carrillo (Peru) Trọng tài dự bị: Rodney Aquino (Paraguay) |

### Hoa Kỳ v Bồ Đào Nha
| Hoa Kỳ                  | 2–2      | Bồ Đào Nha             |
| ----------------------- | -------- | ---------------------- |
| Jones 64' · Dempsey 81' | Chi tiết | Nani 5' · Varela 90+5' |

| Hoa Kỳ | Bồ Đào Nha |

| GK                      | 1  | Tim Howard        |     |       |
| RB                      | 23 | Fabian Johnson    |     |       |
| CB                      | 20 | Geoff Cameron     |     |       |
| CB                      | 5  | Matt Besler       |     |       |
| LB                      | 7  | DaMarcus Beasley  |     |       |
| CM                      | 15 | Kyle Beckerman    |     |       |
| CM                      | 13 | Jermaine Jones    | 75' |       |
| RW                      | 11 | Alejandro Bedoya  |     | 72'   |
| AM                      | 4  | Michael Bradley   |     |       |
| LW                      | 19 | Graham Zusi       |     | 90+1' |
| CF                      | 8  | Clint Dempsey (c) |     | 87'   |
| Vào thay người:         |    |                   |     |       |
| DF                      | 2  | DeAndre Yedlin    |     | 72'   |
| FW                      | 18 | Chris Wondolowski |     | 87'   |
| DF                      | 3  | Omar Gonzalez     |     | 90+1' |
| Huấn luyện viên trưởng: |    |                   |     |       |
| Jürgen Klinsmann        |    |                   |     |       |

| GK                      | 22 | Beto                  |  |     |
| RB                      | 21 | João Pereira          |  |     |
| CB                      | 13 | Ricardo Costa         |  |     |
| CB                      | 2  | Bruno Alves           |  |     |
| LB                      | 19 | André Almeida         |  | 46' |
| DM                      | 4  | Miguel Veloso         |  |     |
| CM                      | 8  | João Moutinho         |  |     |
| CM                      | 16 | Raul Meireles         |  | 69' |
| RW                      | 17 | Nani                  |  |     |
| LW                      | 7  | Cristiano Ronaldo (c) |  |     |
| CF                      | 23 | Hélder Postiga        |  | 16' |
| Vào thay người:         |    |                       |  |     |
| FW                      | 11 | Éder                  |  | 16' |
| MF                      | 6  | William Carvalho      |  | 46' |
| MF                      | 18 | Silvestre Varela      |  | 69' |
| Huấn luyện viên trưởng: |    |                       |  |     |
| Paulo Bento             |    |                       |  |     |

| Cầu thủ xuất sắc nhất trận: Tim Howard (Hoa Kỳ) Trợ lý trọng tài: Hernán Maidana (Argentina) Juan Pablo Belatti (Argentina) Trọng tài bàn: Wálter López (Guatemala) Trọng tài dự bị: Leonel Leal (Costa Rica) |

### Hoa Kỳ v Đức
| Hoa Kỳ | 0–1      | Đức        |
| ------ | -------- | ---------- |
|        | Chi tiết | Müller 55' |

| Hoa Kỳ | Đức |

| GK                      | 1  | Tim Howard        |     |     |
| RB                      | 23 | Fabian Johnson    |     |     |
| CB                      | 3  | Omar Gonzalez     | 37' |     |
| CB                      | 5  | Matt Besler       |     |     |
| LB                      | 7  | DaMarcus Beasley  |     |     |
| CM                      | 15 | Kyle Beckerman    | 62' |     |
| CM                      | 13 | Jermaine Jones    |     |     |
| RW                      | 19 | Graham Zusi       |     | 84' |
| AM                      | 4  | Michael Bradley   |     |     |
| LW                      | 14 | Brad Davis        |     | 59' |
| CF                      | 8  | Clint Dempsey (c) |     |     |
| Vào thay người:         |    |                   |     |     |
| MF                      | 11 | Alejandro Bedoya  |     | 59' |
| DF                      | 2  | DeAndre Yedlin    |     | 84' |
| Huấn luyện viên trưởng: |    |                   |     |     |
| Jürgen Klinsmann        |    |                   |     |     |

| GK                      | 1  | Manuel Neuer           |     |     |
| RB                      | 20 | Jérôme Boateng         |     |     |
| CB                      | 17 | Per Mertesacker        |     |     |
| CB                      | 5  | Mats Hummels           |     |     |
| LB                      | 4  | Benedikt Höwedes       | 11' |     |
| DM                      | 16 | Philipp Lahm (c)       |     |     |
| CM                      | 7  | Bastian Schweinsteiger |     | 76' |
| CM                      | 18 | Toni Kroos             |     |     |
| RW                      | 8  | Mesut Özil             |     | 89' |
| LW                      | 10 | Lukas Podolski         |     | 46' |
| CF                      | 13 | Thomas Müller          |     |     |
| Vào thay người:         |    |                        |     |     |
| FW                      | 11 | Miroslav Klose         |     | 46' |
| MF                      | 19 | Mario Götze            |     | 76' |
| MF                      | 9  | André Schürrle         |     | 89' |
| Huấn luyện viên trưởng: |    |                        |     |     |
| Joachim Löw             |    |                        |     |     |

| Cầu thủ xuất sắc nhất trận: Thomas Müller (Đức) Trợ lý trọng tài: Abdukhamidullo Rasulov (Uzbekistan) Bakhadyr Kochkarov (Kyrgyzstan) Trọng tài bàn: Néant Alioum (Cameroon) Trọng tài dự bị: Djibril Camara (Sénégal) |

### Bồ Đào Nha v Ghana
| Bồ Đào Nha                              | 2–1      | Ghana    |
| --------------------------------------- | -------- | -------- |
| Boye 31' (l.n.) · Cristiano Ronaldo 80' | Chi tiết | Gyan 57' |

| Bồ Đào Nha | Ghana |

| GK                      | 22 | Beto                  |       | 89' |
| RB                      | 21 | João Pereira          |       | 61' |
| CB                      | 3  | Pepe                  |       |     |
| CB                      | 2  | Bruno Alves           |       |     |
| LB                      | 4  | Miguel Veloso         |       |     |
| DM                      | 6  | William Carvalho      |       |     |
| CM                      | 8  | João Moutinho         | 90+4' |     |
| CM                      | 20 | Rúben Amorim          |       |     |
| RW                      | 17 | Nani                  |       |     |
| LW                      | 7  | Cristiano Ronaldo (c) |       |     |
| CF                      | 11 | Éder                  |       | 69' |
| Vào thay người:         |    |                       |       |     |
| MF                      | 18 | Silvestre Varela      |       | 61' |
| MF                      | 10 | Vieirinha             |       | 69' |
| GK                      | 1  | Eduardo               |       | 89' |
| Huấn luyện viên trưởng: |    |                       |       |     |
| Paulo Bento             |    |                       |       |     |

| GK                      | 16 | Fatau Dauda            |     |     |
| RB                      | 23 | Harrison Afful         | 39' |     |
| CB                      | 21 | John Boye              |     |     |
| CB                      | 19 | Jonathan Mensah        |     |     |
| LB                      | 20 | Kwadwo Asamoah         |     |     |
| CM                      | 17 | Mohammed Rabiu         |     | 76' |
| CM                      | 8  | Emmanuel Agyemang-Badu |     |     |
| RW                      | 7  | Christian Atsu         |     |     |
| LW                      | 10 | André Ayew             |     | 81' |
| CF                      | 18 | Abdul Majeed Waris     | 55' | 71' |
| CF                      | 3  | Asamoah Gyan (c)       |     |     |
| Vào thay người:         |    |                        |     |     |
| FW                      | 13 | Jordan Ayew            | 78' | 71' |
| MF                      | 6  | Afriyie Acquah         |     | 76' |
| MF                      | 22 | Wakaso Mubarak         |     | 81' |
| Huấn luyện viên trưởng: |    |                        |     |     |
| James Kwesi Appiah      |    |                        |     |     |

| Cầu thủ xuất sắc nhất trận: Cristiano Ronaldo (Bồ Đào Nha) Trợ lý trọng tài: Yaser Tulerat (Bahrain) Ebrahim Saleh (Bahrain) Trọng tài bàn: Wilmar Roldán (Colombia) Trọng tài dự bị: Eduardo Díaz (Colombia) |